# プラムフィールドアドバイザリー
プラムフィールドアドバイザリー株式会社は日本に本拠を置く監査法人系コンサルティング会社。
イギリスのAccountancy Magazineによる調査で監査法人ネットワークとしては世界6位（1位から4位はいわゆる4大会計事務所（Big 4）の売上規模を持つ国際的プロフェッショナルネットワーク（en:Multidisciplinary_professional_services_networks）であるジュネーブ・グループ・インターナショナル（GGI）の一員。

## 事業内容
- コンプライアンス対策
- 不正対策&不正リスクコンサルティング
- 内部統制
- 財務アドバイザリー
- 内部監査
- ITソリューション
- 企業内研修
- 海外に進出する日本企業に対する各種コンサルティングサービス

## 関連リンク
- 公式ウェブサイト
- GGI日本メンバーファームサイト
- GGI（英語）
- 前代表梅原哲也インタビュー記事